# Non-aggressionsprincippet
Non-aggressionsprincippet (også kaldet non-aggressionsaksiomet) er et moralsk standpunkt, der hævder at aggression er umoralsk. Aggression defineres i denne kontekst som initiering af fysisk magt, eller truslen derom, mod en person eller en persons ejendom. Handlinger som tyveri, overfald og kidnapning er derfor i strid med non-aggressionsprincippet. I modsætning til pacifisme hævder non-aggressionsprincippet ikke, at selvforsvar er umoralsk, da selv-forsvar ikke er initiering, men reaktion.

## Retfærdiggørelse
Non-aggressionsprincippet er blevet afledt fra diverse filosofiske tilgange, bl.a.:
- Argumentationsetik: Nogle libertarianske tænkere afleder non-aggressionsprincippet, fra hvad de ser som nødvendige praxeologiske forudsætninger for enhver etisk diskurs – et argument der blev udtænkt af Hans-Hermann Hoppe. De påstår at det at argumentere for aggression, som defineret af non-aggressionsprincippet, er selvmodsigende. Blandt disse tænkere er Murray Rothbard[1] og Stephan Kinsella.[2]

- Konsekventialisme: Nogle tilhængere af non-aggressionsprincippet baserer deres støtte på regelutilitarisme eller regelegoisme. Disse fremgangsmåder påstår ikke, at krænkelser af non-aggressionsprincippet kan ses som værende objektivt umoralske, men at overholdelsen af princippet næsten altid medfører de bedste resultater, og at princippet derfor bør ses som en moralsk regel. Tilhængere af denne fremgangsmåde inkluderer David Friedman, Ludwig von Mises og Friedrich Hayek.

- Naturlige rettigheder: Nogle afleder non-aggressionsprincippet fra såkaldte "naturlige rettigheder", som de mener er en naturlig del af mennesket. Tænkere i naturretstraditionen inkluderer John Locke, Lysander Spooner og Murray Rothbard.[3]

## Indflydelse
Selvom dets akademiske indflydelse har været begrænset, har det haft indflydelse på diverse højre-libertarianske bevægelser været signifikant.

## Kritik
Princippet er blevet kritiseret af akademikere, herunder libertarianske akademikere. Professor i filosofi, Matt Zwolinski, kritiserede det på basis af dets implikationer. Han skriver: "Suppose that by imposing a very, very small tax on billionaires, I could provide life-saving vaccination for tens of thousands of desperately poor children. Even if we grant that taxation is aggression, and that aggression is generally wrong, is it really so obvious that the relatively minor aggression involved in these examples is wrong, given the tremendous benefit it produces?".